# Jean-François Larios
Jean-François Larios (Sidi Bel Abbes, 27 agosto 1956) è un ex calciatore francese, di ruolo centrocampista.

## Carriera
Nato in Algeria quando era ancora francese, Larios crebbe nelle giovanili del Saint-Étienne dove passò in prima squadra nel 1974. Nel 1977 fu trasferito in prestito al Bastia assieme al suo compagno di squadra Félix Lacuesta. Durante la militanza nel club còrso Larios fu autore di una buona prestazione (contribuì in maniera significativa al raggiungimento della squadra della finale di Coppa UEFA) che convinse il Saint-Étienne a riscattarlo al termine della stagione.
Al 1978 risale la prima presenza in nazionale di Larios (seguita da altre sedici fino al 1982), mentre due anni dopo viene premiato con il premio di calciatore francese dell'anno. Laureatosi campione di Francia con il Saint-Étienne al termine della stagione 1980-81, nel 1983 si trasferì all'Atletico Madrid dove rimase fino alla fine della stagione. Dopo una stagione in Canada, nel Manic de Montréal, si trasferì al Neuchatel Xamax, quindi dal 1984 fino al 1988, anno del suo ritiro dal calcio giocato, giocò nel Lione, nello Strasburgo, nel Nizza e nel Montpellier.
Ritiratosi dal calcio giocato, intraprese l'attività di procuratore dei giocatori. Nel febbraio 2007 è stato condannato a due anni di carcere, duecentomila euro di ammenda e sospensione di cinque anni dalla sua attività per frode nel trasferimento di alcuni calciatori dell'Olympique Marsiglia.

## Palmarès

### Club
- Campionato francese: 3

Saint-Étienne: 1974-75, 1975-76, 1980-81
- Coppa di Francia: 2

Saint-Étienne: 1974-75, 1976-77

### Individuale
- Calciatore francese dell'anno: 1

1980